# Emile Bode
Emile Bode (Amsterdam, 1954) is een Nederlandse journalist, publicist en televisiemaker.
Sinds 1978 werkt hij bij het dagblad De Telegraaf. Als stadsverslaggever, parlementair redacteur, chef parlementaire redactie en van 1995 tot 2004 bij reportage. In 2004 is hij  medebedenker en eindredacteur van de zondagkrant. Ook was hij medeverantwoordelijk voor de opiniepagina 'Wat U Zegt'. 
Daarnaast schrijft Bode sinds 2001 de populaire rubriek 'Huishoudtips' en voor de Woonkrant een tuinrubriek. Ook is hij sinds 1999 betrokken bij het jaarboek van De Telegraaf.
In 2011 werd hij ook hoofdredacteur van Telegraaf Video Media, onder andere verantwoordelijk voor de programma's van omroep WNL.

## Politiek
In 2017 stelde Bode zich kandidaat voor 50PLUS bij de Tweede Kamerverkiezingen 2017.

## Werken
- Zeven huishoudgidsen waaronder De Dikke Bode
- Paars!
- Oneliners & Soundbites
- Binnenhof Bargoens
- Speurder op Internet
- Het minderheidskabinet (met Willem Vermeend)
- Mooie dame in koffiedrab
- Het geheim van de Tierelantijn (kinderboek)